# Fenolftalein
Fenolftalein je bijeli kristalni prah, jedan od najpoznatijih kiselo-baznih indikatora. Otkrio ga je 1871. Adolf von Baeyer. Na sobnoj je temperaturi u tekućem stanju.
Kemijski je spoj s formulom C20H14O4. često se označava s "HIn" ili "phph". 
Fenolftalein je kiselo-bazni indikator koji mijenja boju u odnosu na kiselost odnosno bazičnost sredine. Ako je sredina jako kisela, mijenja boju u narančastu, a ako je sredina razrjeđena ostaje bezbojan. U koncentriranoj lužini fenolftalein je bezbojan, dok je u razrjeđenoj lužini on purpuran. 
| Spezies   | H3In+                            | H2In     | In2−                     | In(OH)3− |
| Struktura |                                  |          |                          |          |
| pH        | < 0                              | 0–8,2    | 8,2–12,0                 | > 12,0   |
| boja      | crvena                           | bezbojna | purpurna                 | bezbojna |
|           | Phenolphthalein in Schwefelsäure |          | Phenolphthalein bei pH=9 |          |